# Eugenio Graziosi
Eugenio Graziosi (Roma, 16 luglio 1870 – Torino, 7 febbraio 1949) è stato un militare e politico italiano.